# 长梗凤仙花
长梗凤仙花（学名：Impatiens longipes）为凤仙花科凤仙花属的植物。分布于印度、锡金、不丹以及中国大陆的西藏等地，生长于海拔4,100米的地区，多生在山谷草地，目前尚未由人工引种栽培。
其种加词“Longipes”意为“长梗的”，“长柄的”。